# 8794 Joepatterson
A 8794 Joepatterson (ideiglenes jelöléssel (8794) 1981 EA7) a Naprendszer kisbolygóövében található aszteroida. Schelte J. Bus fedezte fel 1981. március 6-án.